# Защита труда
Межрегиональное объединение рабочих профсоюзов «Защита труда» — российское межрегиональное профсоюзное объединение. С 2004 года входит в состав Федерации профсоюзов России.

## Краткая история и деятельность
Объединение рабочих профсоюзов «Защита» было создано в декабре 1990 года. В Министерстве юстиции России было зарегистрировано как всероссийское. Профсоюз объединил первички в 12 промышленных городах, крупнейшие из которых развернулись в Москве и Магнитогорске. Изначально профсоюз был заявлен как левый, интернационалистский и не включающий в себя представителей работодателей. Первоначально лидером объединения профсоюзов был Юрий Леонов, являвшийся в 1993—1995 годах депутатом Государственной Думы.
Однако период развития профобъединения начался в 1996 году после обновления руководства и использования структур рабочих политических организаций. 15 февраля 1997 года состоялся учредительная конференция нового профсоюза, созданного на базе трёх организаций «Защиты» (Астраханской, Нижегородской и Московской), — Межрегионального объединения рабочих профсоюзов «Защита труда».
В 2001 году объединение профсоюзов «Защита труда» совместно с Конфедерацией труда России и Объединением профсоюзов России «Соцпроф» участвовало в кампании против принятия нового Кодекса законов о труде (КЗОТ), поддержанного Правительством России и Федерацией независимых профсоюзов России (ФНПР). По мнению «Защиты труда», КТР и «Соцпрофа», согласованный Правительством и ФНПР вариант КЗОТа запрещает забастовки, ограничивает права профсоюзов и фактически вводит неограниченную рабочую неделю. Они поддерживали вариант КЗОТ, разработанный одним из лидеров профсоюза «Защита труда» депутатом Государственной думы России Олегом Шеиным.
В 2004 году объединение «Защита труда» совместно с Федеральным профсоюзов авиадиспетчеров, а также рядом малых профсоюзов учредили Федерацию профсоюзов России (ФПР). В июле 2010 года было подписано Соглашение о сотрудничестве между ФПР и КТР. Как заявляли представители обоих профсоюзных федераций, конечной целью Соглашения является объединение КТР и ФПР в единое общероссийское объединение профсоюзов. Кроме того, отдельно решение о необходимости объединения с КТР было принято 18 сентября 2010 года на седьмом съезде «Защиты труда».

## Политические принципы
Отличием этого профобъединения от многих других является то, что оно позиционирует себя, как антикапиталистическое. На первом этапе своей деятельности профсоюз был в значительной степени связан с Марксистской рабочей партией. Затем в его работе стали принимать участие представители различных левых политических партий и организаций — прежде всего, Российской коммунистической рабочей партии (РКРП), Коммунистической партии Российской Федерации, пермской организации «Рабочая демократия» (Российское социалистическое движение), партий «Родина» и «Справедливая Россия». Действующие в настоящее время сопредседатели «Защиты труда» Лев Гамов и Владимир Лапшин представляют РКРП, Олег Шеин — «Справедливую Россию».

## Структура
В профобъединение входят представители самых разных отраслей — строителей, врачей, учителей, сезонных рабочих, энергетиков, коммунальщиков, муниципальных служащих, работников пищевой, строительной, судоремонтной промышленности, водителей и других. «Защита труда» входит во Всемирную федерацию профсоюзов (ВФП).
Высшим органом «Защиты труда» является съезд. Руководство текущей деятельностью осуществляют сопредседатели профсоюзного объединения, избираемые съездом. Кроме того, в 2005 году с целью облегчения присоединения к объединению «Защита труда» работников, которые самостоятельно не могут зарегистрировать свои профсоюзные ячейки в органах юстиции, был учрежден Межрегиональный объединенный рабочий профсоюз «Защита». Высшим органом «Защиты» также является съезд, который избирает председателей Исполнительного комитета профсоюза «Защита». Как отмечалось в решении пятого съезда «Защиты труда», все сопредседатели «Защиты труда», избираемые на его съездах, являются одновременно сопредседателями «Защиты».

### Съезды
Межрегиональное объединение рабочих профсоюзов «Защита труда»
- Учредительная конференция — 15 февраля 1997 года
- Второй съезд — 7—8 октября 2000 года, Самара
- Третий съезд — 20—21 августа 2001 года, Нижегородская область
- Четвертый съезд — 28—29 сентября 2002 года, Нижегородская область
- Пятый съезд — 24—25 сентября 2005 года, Арзамас, Нижегородская область
- Шестой съезд — 15—16 сентября 2007 года, Арзамас, Нижегородская область
- Седьмой съезд — 18 сентября 2010 года, Нижегородская область
- Восьмой съезд — 20—21 сентября 2014 года, Арзамас, Нижегородская область

Межрегиональный объединенный рабочий профсоюз «Защита»
- Учредительный съезд — 10 июля 2005 года
- Второй съезд — 15—16 сентября 2007, Арзамас, Нижегородская область
- Третий съезд — 18 сентября 2010 года, Нижегородская область
- Четвертый съезд — 20—21 сентября 2014 года, Арзамас, Нижегородская область

### Руководители профсоюзного объединения
Сопредседатели Совета Объединения рабочих профсоюзов «Защита»
- 1990—1991 — Михаил Копылов, Юрий Леонов

Председатели Исполнительного комитета Объединения рабочих профсоюзов «Защита»
- 1991—1996 — Юрий Леонов
- 1996—1997 — Виктор Гамов

Сопредседатели Межрегионального объединения рабочих профсоюзов «Защита труда»
- 1997—2000 — Виктор Гамов, Александр Зайцев, Олег Шеин
- 2000—2002 — Виктор Гамов, Игорь Кузнецов, Олег Шеин
- 2002—2005 — Владимир Воробьев, Виктор Гамов, Николай Силантьев, Олег Шеин
- 2005—2007 — Лев Гамов, Николай Силантьев, Олег Шеин
- С 2007 — Лев Гамов, Владимир Лапшин, Олег Шеин

Сопредседатели Исполкома Межрегионального объединенного рабочего профсоюза «Защита»
- 2005—2007 — Лев Гамов, Николай Силантьев, Олег Шеин
- С 2007 — Лев Гамов, Владимир Лапшин, Олег Шеин